# Randy Jackson (The Jacksons)
Steven Randall (Randy) Jackson (Gary (Indiana), 29 oktober 1961) is een Amerikaans zanger en musicus, die vooral beroemd werd als lid van The Jacksons.

## Biografie
Randy Jackson is het negende kind van Joseph Jackson en Katherine Jackson en een broer van onder anderen Michael en Janet Jackson.

### The Jackson 5 / The Jacksons
Jackson werd net als zijn broers en zussen opgevoed met de missie om carrière te maken in de muziekwereld. In 1971 trad hij voor het eerst op met The Jackson 5 (de band van zijn oudere broers) en vanaf 1972 was hij bij al hun tournees van de partij. Toch was Randy officieel geen lid van de groep. Pas in 1975, toen Jermaine Jackson uit de groep stapte, kwam er voor de toen 13-jarige Randy een volwaardige plaats vrij. Samen met zijn broers Jackie, Tito, Marlon en Michael hernoemde hij de groepsnaam naar The Jacksons.
Randy was binnen The Jacksons de meest getalenteerde muzikant; hij speelde congas, drums, keyboards, piano, basgitaar en gitaar. Ook schreef hij mee aan teksten en muziek. Zo was hij bijvoorbeeld samen met zijn broer Michael verantwoordelijk voor de hit Shake Your Body (Down to the Ground) (1978). Kort daarna was hij ook betrokken bij de totstandkoming van Michaels album Off the Wall.

### Latere activiteiten
Naast zijn rol in The Jacksons was Randy Jackson sporadisch ook solo of in andere projecten actief. Zijn eerste en enige solosingle, How Can I Be Sure, verscheen in 1978 maar werd geen hit. Aan het einde van de jaren tachtig vormde hij een eigen band, Randy & the Gypsys, die na één album en enkele weinig succesvolle singles echter weer opgeheven werd.
Na 1991 zette hij zijn muzikale activiteiten op een laag pitje. Hij heeft sindsdien geen muziek meer uitgebracht. Wel stichtte hij in 1998 het muzieklabel Modern Records. In 2001 gaf hij, samen met zijn broers, een reünieoptreden in de Madison Square Garden in New York, ter gelegenheid van het 30-jarig jubileum van Michael Jackson als solo-artiest.

### Persoonlijk
In de jaren tachtig had Randy Jackson een liefdesrelatie met Bernadette Swann, die later verklaarde dat hij haar fysiek mishandelde. Op een avond zocht ze haar toevlucht in het huis van zangeres Tina Turner, de moeder van haar ex-vriend. Toen Jackson haar daar kwam opzoeken en op agressieve wijze het huis binnendrong, werd hij door Turner met een wapen beschoten. Hieraan hield Jackson een litteken over.
Jackson had vanaf 1986 gedurende een aantal jaren een relatie met Alejandra Loaiza en was tussen 1989 en 1992 getrouwd met Eliza Shaffy. Hij heeft in totaal drie kinderen (geboren in 1989, 1990 en 1992). Zijn eerste en derde kind kreeg hij met Loaiza, zijn tweede kind met Shaffy. Het huwelijk met Shaffy eindigde nadat zij hem meermaals had aangegeven wegens gewelddadigheid.
Na haar relatie met Randy was Loaiza tussen 1995 en 2003 getrouwd met zijn broer Jermaine Jackson. Ook met hem kreeg ze twee kinderen.

## Discografie

### Album
- Randy & The Gypsys (1989)

### Singles
- How Can I Be Sure (1978)
- Perpetrators (1989)
- Not Because of Me (1989)
- Love You Honey (1989)
- The Love We Almost Had (1989)

- Bibliothèque nationale de France: cb139370411 (data)
- Gemeinsame Normdatei: 134415434
- International Standard Name Identifier: 0000 0001 1444 3986
- Library of Congress Control Number: n91082945
- MusicBrainz: 593abf14-4292-4d62-b365-79c7674cd1a5
- Virtual International Authority File: 54336449
- WorldCat: E39PBJw4DwQFCpwJpvftpD8KVC